# Tissa (rivière)
La Tissa (en russe : Тисса) est une rivière de Russie qui coule en république autonome de Bouriatie en Sibérie orientale. C'est un affluent de l'Oka en rive gauche, donc un sous-affluent de l'Ienisseï par l'Oka puis par l'Angara.

## Géographie
Le bassin versant de la Tissa a une superficie de 2 850 km2 (surface de taille équivalente à la moitié de celle du département français de Seine-et-Marne, ou encore, à celle de la partie romande du canton suisse du Valais). 

Son débit moyen à l'embouchure est de 41,1 m3/s. 
La Tissa prend sa source à l'extrême ouest de la Bouriatie, au sein du raïon Okinski, dans les monts Saïan orientaux. La rivière est en fait un important torrent de montagne qui traverse des paysages impressionnants, fort heureusement encore intacts. Au sein de ces montagnes, le cours de la rivière est globalement orienté du sud-ouest vers le nord-est.
Elle se jette dans l'Oka en rive gauche, 10 kilomètres en aval de la localité d'Orlik.
La Tissa est habituellement prise dans les glaces depuis la deuxième quinzaine d'octobre ou la première quinzaine de novembre, jusqu'à la fin du mois d'avril ou au début du mois de mai.
La rivière présente des crues annuelles en été, de mai à septembre. La période d'étiage se déroule en hiver. 

## Hydrométrie - Les débits mensuels à Balakta
La Tissa est une rivière abondante et fort bien alimentée. Son débit a été observé pendant 11 ans (de 1980 à 1990) à Balakta, station hydrométrique située à quelque 8 kilomètres de sa confluence avec l'Oka . 
Le débit annuel moyen ou module observé à Balakta était de 41,1 m3/s pour une surface observée de 2 850 km², soit la totalité du bassin versant de la rivière. La lame d'eau d'écoulement annuel dans le bassin se montait de ce fait à 455 millimètres, ce qui doit être considéré comme élevé.
La rivière est alimentée avant tout par les précipitations abondantes de l'été et de l'automne. Son régime est de ce fait pluvial. 
Les hautes eaux se déroulent du printemps à la fin de l'été, du mois de mai au mois de septembre avec un sommet en juin-juillet, ce qui correspond aux pluies estivales associées à la fonte des hautes neiges du bassin. En automne, dès le mois de septembre, puis en octobre et novembre, le débit de la rivière baisse rapidement, ce qui constitue le début de la période des basses eaux. Celle-ci a lieu de novembre à avril et correspond à l'intense hiver sibérien avec ses profondes gelées. 
Le débit moyen mensuel observé en février (minimum d'étiage) est de 1,58 m3/s, soit seulement 1,15 % du débit moyen du mois de juillet (138 m3/s), ce qui souligne l'amplitude extrêmement élevée des variations saisonnières. Et ces écarts de débit mensuel peuvent être encore plus importants d'après les années. Ainsi sur la durée d'observation de 11 ans, le débit mensuel minimal a été de 0,80 m3/s en février 1984, tandis que le débit mensuel maximal s'élevait à 210 m3/s en juin 1980. 

En ce qui concerne la période libre de glace (de juin à septembre inclus), toujours sur cette période de 11 ans, le débit minimal observé a été de 27,9 m3/s en septembre 1989, ce qui restait encore appréciable.  